# Cyrestis ceramensis
Cyrestis ceramensis är en fjärilsart som beskrevs av Martin 1903. Cyrestis ceramensis ingår i släktet Cyrestis och familjen praktfjärilar. Inga underarter finns listade i Catalogue of Life.